# Chiesa di San Cassiano Martire (Crespino)
La chiesa di San Cassiano Martire, citata anche come oratorio dei Santi Ippolito e Cassiano, è un edificio religioso sito nel centro dell'abitato di San Cassiano, frazione del comune di Crespino. Nella suddivisione territoriale della chiesa cattolica è collocata nel vicariato di Crespino-Polesella, a sua volta parte della diocesi di Adria-Rovigo, ed è sede parrocchiale dal 1956.
La chiesa, già citata come oratorio all'inizio del XVII secolo e dedicata fin dalle origini a Cassiano di Imola, santo martire cristiano nel IV secolo, è il risultato di successive ristrutturazioni che nel secolo successivo ne hanno modificato l'aspetto, intervenendo principalmente sulla facciata secondo il gusto neoclassico del periodo, mentre il campanile mantiene inalterata l'originale impostazione romanica.
Tra il 1818 e il 1819, a seguito di una ridistribuzione del territorio amministrato dalla Chiesa, passò dall'arcidiocesi di Ravenna alla giurisdizione della diocesi di Adria, così come la parrocchiale dei Santi Martino e Severo del capoluogo, quella di San Lorenzo a Selva e quella di Sant'Apollinare, nell'odierna omonima frazione del comune di Rovigo.

## Storia
L'edificio sorse presumibilmente prima dell'inizio del XVII secolo, tuttavia se ne ha notizia certa solo grazie alla relazione in occasione della visita pastorale del 1606, redatta dal delegato dell'allora vescovo di Ravenna Pietro Aldobrandini che la descrisse semplice nell'impianto, di dimensioni modeste, dotata di un solo altare e senza cappellano stabile, così come il giuspatronato a beneficio della famiglia Turchi della nobiltà ferrarese. Come citato dalla documentazione storica della curia arcivescovile di Ravenna, inizialmente era un oratorio intitolato anche a sant'Ippolito e che in quello stesso secolo per successione ereditaria il giuspatronato passò alla famiglia Bevilacqua grazie al matrimonio di Francesco Bevilacqua con la marchesa Virginia Turchi. Quest'ultima si fece garante della presenza di un cappellano residente, di un appezzamento di terreno e di una rendita annua di 25 scudi atti al suo sostentamento.
Nel corso del XVIII secolo vennero avviati diversi lavori di ristrutturazione e trasformazione dell'edificio, tranne che nella torre campanaria, che continuò a conservare l'originaria impostazione romanica. Di questo periodo è la riqualificazione della facciata, che assunse, come era prassi negli edifici religiosi del periodo, un adeguamento ai canoni stilistici in voga in quel tempo.
Al termine degli anni dieci del XIX secolo il territorio passò sotto l'amministrazione della diocesi di Adria, diocesi della quale, rinominata in Adria-Rovigo, è tuttora parte.
Nel 1937 l'allora cappellano, don Sante Magro, iniziò la sua opera di persuasione nei confronti degli ultimi giuspatroni del complesso ecclesiastico, affinché cedesse i diritti al fine di creare una nuova parrocchia. L'atto si concluderà nel 1954 con la cessione del bene da parte del marchese Cesare Bevilacqua Ariosti alla diocesi e con la sua istituzione, ad opera del vescovo Guido Maria Mazzocco, dal 1º gennaio 1956.

## Descrizione

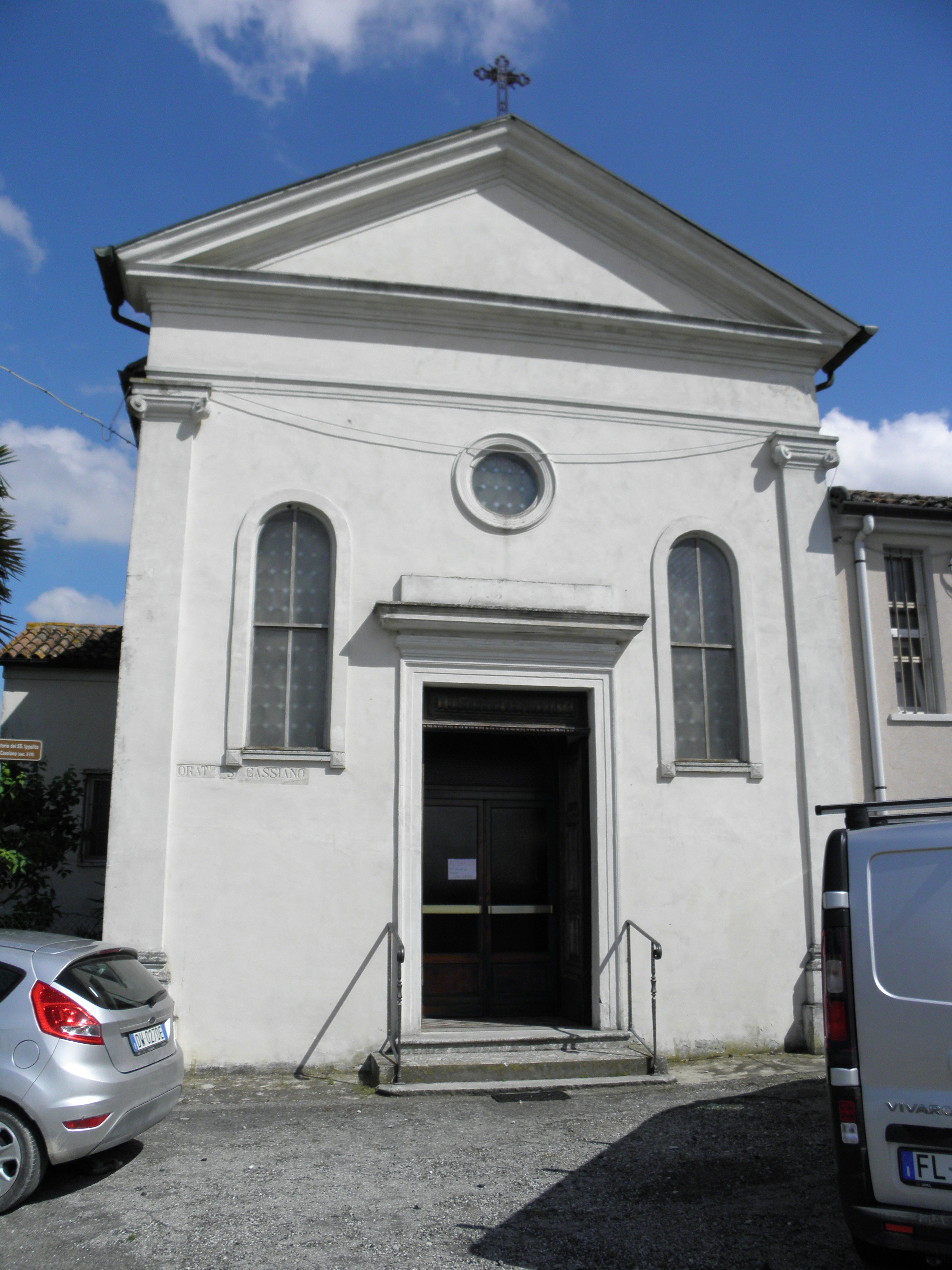
La facciata di gusto neoclassico.

L'edificio, con pianta ad aula e a navata unica, sorge con orientamento nord-sud affiancando la strada principale che attraversa l'abitato e che lo congiunge a sud al capoluogo e a nord con il canale Canalbianco.

### Esterno
La semplice facciata, priva di sagrato e realizzata in laterizio intonacato, è del tipo a capanna e di impostazione neoclassica, rinserrata agli angoli da due lesene corinzie, sulla quale è presente l'unico sobrio portale rettangolare, leggermente sopraelevato rispetto al piano stradale e al quale si accede grazie a qualche scalino. Completano l'elemento strutturale le due strette finestre monofore a tutto sesto e sopra il portale, superata una trabeazione, un piccolo rosone (od oculo) strombato, terminando in un frontone triangolare dotato di cornice modanata e sormontato, al colmo, da una croce.
In continuità con la facciata, sul lato destro è addossata la canonica mentre sul lato sinistro si aggetta la cappella votiva. L'edificio termina sul retro con un'abside semicircolare sul quale si aprono due finestroni rettangolari.